# Maison Rohan-Soubise
La maison Rohan-Soubise est une maison située à Tournon-sur-Rhône, en France.

## Localisation
La maison est située sur la commune de Tournon-sur-Rhône, dans le département français de l'Ardèche.

## Historique
L'édifice est inscrit au titre des monuments historiques en 1927.